# 메이미 거머
메이미 거머(Mamie Gummer, 1983년 8월 3일 ~ )는 미국의 배우이다. 건축가 돈 거머와 배우 메릴 스트립 슬하에 둘째 자식이자 첫 번째 딸이다.

## 출연 작품
- 아웃 오브 블루 (2018)
- 언 액터 프리페어스 (2017)
- 디 엔드 오브 더 투어 (2015)
- 어바웃 리키 (2015)
- 케이크 (2014)
- 에코 파크 (2014)
- 그녀의 섹시 라이프 (2013)
- 라이프가드 (2013, The Lifeguard)
- 사이드 이펙트 (2013)
- 에밀리의 병원 24시 (2012)
- 정글 (2011)
- 트웰브 써티 (2010)
- 더 워드 (2010)
- 더 라이트키퍼스 (2009)
- 테이킹 우드스탁 (2009)
- 더 로스 오브 티어드롭 다이아몬드 (2008)
- 존 아담스 (2008)
- 스톱로스 (2007)
- 이브닝 (2007)
- 혹스: 욕망의 법칙 (2006)